# Gmina Wyznaniowa Żydowska w Warszawie
Gmina Wyznaniowa Żydowska w Warszawie – gmina żydowska z siedzibą w Warszawie, będąca członkiem Związku Gmin Wyznaniowych Żydowskich w RP, swoim zasięgiem obejmuje Warszawę oraz część wschodniej Polski.
Podstawą jej funkcjonowania są ustawa z dnia 20 lutego 1997 o stosunku Państwa do gmin wyznaniowych żydowskich w RP oraz prawo wewnętrzne wyznaniowej wspólnoty żydowskiej w Rzeczypospolitej Polskiej z dnia 15 stycznia 2006 roku.

## Struktura organizacyjna

Mapa ilustrująca zasięg Gminy Wyznaniowej Żydowskiej w Warszawie

Gmina została reaktywowana jesienią 1997 i w 2021 zrzeszała 730 członków. Główną synagogą jest ortodoksyjna synagoga Małżonków Nożyków. W ramach Gminy funkcjonuje również synagoga reformowana.
Zgodnie z Prawem Wewnętrznym, członkiem gminy może stać się każdy, kto nie jest wyznawcą religii innej niż judaizm i przynajmniej jedno z jego dziadków jest Żydem.
Naczelnym rabinem Warszawy jest Michael Schudrich, rabinami pomocniczymi zatrudnionymi przez Gminę są: Małgorzata Kordowicz, Stas Wojciechowicz.
W gminie funkcjonują m.in. mykwa (w podziemiach synagogi), klub seniora oraz Chewra Kadisza – Bractwo Pogrzebowe, które wykonuje swoją pracę bezpłatnie i w prywatnym czasie. W Gminie działa m.in. koszerna stołówka.
Gmina opiekuje się czternastoma cmentarzami m.in. cmentarzem żydowskim na Woli przy ul. Okopowej oraz cmentarzem żydowskim na Bródnie w Warszawie przy ul. św. Wincentego.
W 2005 uruchomiono filię gminy w Lublinie.

## Zarząd główny
Od lipca 2022 roku w skład zarządu wchodzą: 
- Przewodniczący: Sylwia Kędzierska-Jasik
- Wiceprzewodnicząca: Eliza Panek
- Członkowie Zarządu: Anna Dodziuk, Grażyna Majer, Remigiusz Sosnowski, Witold Wrzosiński
- Skarbnik: Anna Bakuła-Wasilewska